# Latibulus
Latibulus is een geslacht van insecten uit de orde vliesvleugeligen (Hymenoptera) en de familie Ichneumonidae.

## Soorten
- L. argiolus (Rossi, 1790)
- L. bilacunitus Sheng & Xu, 1994
- L. gracilis (Rudow, 1905)
- L. hokkaidensis Lee & Oh, 2006
- L. lautus (Tosquinet, 1896)
- L. liaoningensis Sheng, Wang & Liu, 1994
- L. nigrinotum (Uchida, 1936)
- L. orientalis Horstmann, 1987
- L. sonani He & Chen, 2004